# Anthony Dennis
Anthony Dennis, né le 21 juin 2004 à Kaduna au Nigeria, est un footballeur nigérian qui évolue au poste de milieu défensif au Göztepe SK.

## Biographie

### En club
Né à Kaduna au Nigeria, Anthony Dennis est issu du HB Academy Abuja et rejoint la Turquie en janvier 2023 en signant au Göztepe SK, où il intègre dans un premier temps l'équipe des moins de 19 ans du club. Il joue son premier match en professionnel avec ce club le 27 janvier 2024 lors d'une rencontre de deuxième division turque face au Çorum F.K. (en). Il entre en jeu et les deux équipes se neutralisent (1-1 score final).
Il joue son premier match de première division turque le 10 août 2024, contre Antalyaspor, lors de la première journée de la saison 2024-2025. Il est titularisé et voit son équipe faire match nul (0-0 score final).
Les prestations du joueur lors de la saison 2024-2025 attirent l'intérêt de plusieurs formations européennes, comme Leeds United ou le VfB Stuttgart.

### En sélection
En mars 2025, Anthony Dennis figure dans une liste provisoire de 39 joueurs retenus par Éric Chelle, le sélectionneur de l'équipe nationale du Nigeria.